# Gewöhnliche Eimuschel
Die Gewöhnliche Eimuschel (Laevicardium laevigatum) ist eine Muschelart aus der Familie der Herzmuscheln (Cardiidae), die zur Ordnung der Cardiida gehört.

## Merkmale
Die Gehäuse haben einen maximalen Durchmesser von bis zu 5 cm. Die äußere Form ist deutlich eiförmig oval (daher der Name) und höher als lang. Die Schale ist im Vergleich zu anderen Herzmuschelarten relativ dünn. Sie besitzt keine radialstrahligen Falten wie die meisten anderen Vertreter der Familie Cardiidae. Die Oberfläche weist Anwachsstreifen auf, die von bis zu 60 sehr feinen, radialen Streifen gekreuzt werden. Das Periostracum ist bräunlich bis gelblich, z. T. auch weiß; die Oberfläche glänzt. Die Innenseite der Klappen ist zum Teil gelblich gefärbt.

## Lebensweise, Vorkommen und Verbreitung
Die Gewöhnliche Eimuschel lebt im flachen Wasser, flach eingegraben im sandig-siltigen Sediment. Sie kommt von den südöstlichen Bundesstaaten der USA, über den Golf von Mexiko und die Karibik bis nach Brasilien vor. Sie ist in ihrem Verbreitungsgebiet an vielen Stellen ausgesprochen häufig.

## Fortpflanzung
Während sich die meisten anderen Muschelarten, die in tropischen Breiten leben und keinen jahreszeitlichen Schwankungen unterworfen sind, das ganze Jahr über fortpflanzen, zeigt die Gewöhnliche Eimuschel einen jährlichen Reproduktionszyklus.